# Departamento Atamisqui
Das Departamento Atamisqui liegt im Zentrum der Provinz Santiago del Estero im Nordwesten Argentiniens und ist eine von 27 Verwaltungseinheiten der Provinz. 
Es grenzt im Norden an das  Departamento San Martín, im Osten an die Departamentos Avellaneda und Salavina, im Süden an die Departamentos Quebrachos und Ojo de Agua und im Westen an das Departamento Loreto. 
Die Hauptstadt des Departamento Salavina ist Villa Atamisqui.

## Städte und Gemeinden
Das Departamento Atamisqui ist in folgenden Gemeinden aufgeteilt:
- Estación Atamisqui
- Medellín
- Villa Atamisqui
- Chilca La Loma